# PZL M28
PZL M28 — легкий двомоторний турбогвинтовий літак скороченого зльоту та приземлення, який розробляє та виробляє авіазавод PZL Mielec, в місті Мелець, Польща, який належить корпорації Lockheed Martin. PZL M28 є глибокою модифікацією радянського проєкту Ан-28. 

## Історія
У 1978 році виробництво літака Ан-28, який щойно закінчив програму державних випробувань, було доручено польському заводу PZL Mielec. За шість років, 22 липня 1984 року, в повітря піднявся перший Ан-28, вироблений в Польщі. Літаки Ан-28 польського виробництва оснащувалися двигунами PZL-10S (ліцензійна копія радянського ТВД-10Б), що вироблялися у Ряшіві. Найбільшим замовником, на момент старту виробництва, був СРСР: замовлення складало 1200 машин, проте розпад Радянського Союзу і подальший економічний занепад призвели до його скасування. Зі 170 літаків, випущених протягом 1984-1992 років, 157 отримав Аерофлот.
На початку 90-х років XX століття, у зв'язку з втратою великого радянського замовлення, польські інженери розпочали роботу з модернізації літака та адаптації його до вимог і побажань західних замовників. Оновлена машина отримала потужніші двигуни Pratt & Whitney Canada PT6A-65B, п'ятилопатеві гвинти Hartzell, авіоніку і РЛС виробництва AlliedSignal. Перший політ оновленого літака відбувся 24 липня 1993 року. Оскільки оновлений літак від початку був орієнтований на західний ринок, керуючись маркетинговими та іміджевими міркуваннями, польська компанія вирішила уникнути згадок в назві літака скорочення «Ан» і літак отримав нову назву — PZL M28.
Шлях на західні ринки для літака був довгим і не простим. Перший раз літак піднявся в повітря 24 липня 1993 року, але лише після завершення комплексної програми випробувань він отримав польський цивільний сертифікат типу. В США літак був сертифікований згідно зі стандартом 23 статті FAR лише 2004 року. А Європейський сертифікат EASA було отримано 2005 року.

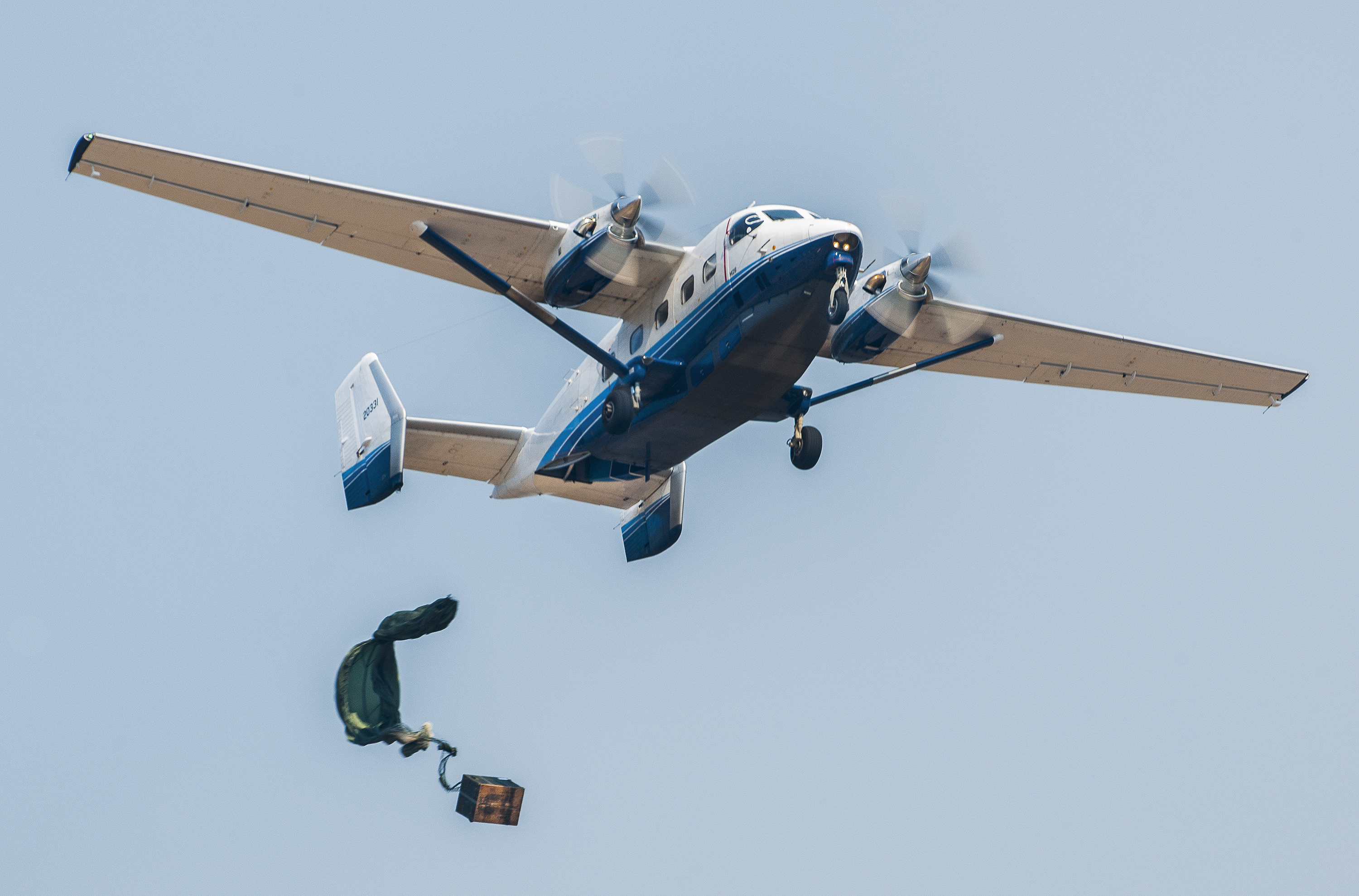
Тренування зі скидання вантажів з борту C-145A, над військовим Дюк Філд (аеродром).

Найбільшим експортним успіхом для літака стала угода з Венесуелою. Національна гвардія Венесуели замовила 13 літаків, а Збройні сили Венесуели ще 12. Угода з Венесуелою була реалізована в період з 1996 по 2001 рік. Також великим здобутком вважається замовлення 18 літаків Командуванням спеціальних операцій Повітряних сил США, наприкінці нульових років XXI століття. Літаки в США отримали власне позначення за MDS — C-145A Combat Coyote. Перший з них було доставлено на військовий аеродром Дюк Філд у штаті Флорида, в розпорядження 919-го крила спеціальних операцій, у 2009 році.
2015 року завод PZL Mielec перейшов у власність корпорації Lockheed Martin, яка має величезний досвід у виробництві та реалізації транспортних літаків. Компанія планує суттєво наростити продажі продукції свого нового заводу, для чого влаштувала масштабний демо-тур країнами Африки й Латинської Америки. Завдяки здатності PZL M28 здійснювати зліт і приземлення на дуже обмежених за розмірами, непідготовлених майданчиках, він вважається перспективним транспортним, пасажирським чи військовим повітряним судном для країн зі слабо розвинутою аеродромною інфраструктурою.

## Технічний опис

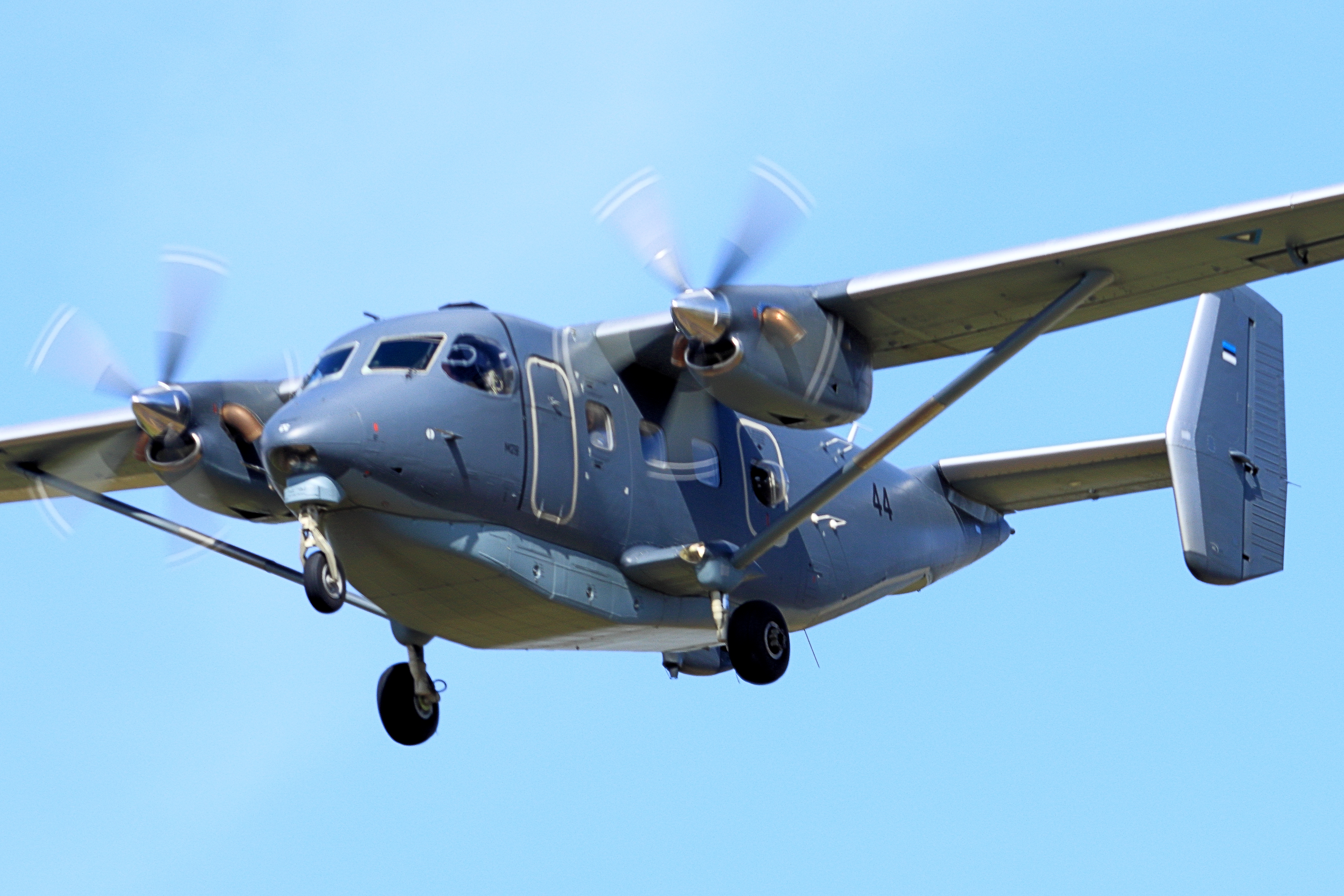
На фото добре видно встановлений підфюзеляжний багажник.

Двомоторний суцільнометалевий підкосний високоплан, з Н-подібним хвостовим оперенням. Фюзеляж типу напівмонокок. У носовій частині фюзеляжу розташована кабіна екіпажа. За нею розміщений вантажно-пасажирський салон. В задній частині фюзеляжу є великий вантажний люк, стулка якого відкочується під фюзеляж. Крило пряме дволонжеронне. Механізація крила складається з двощілинних закрилків, зависаючих елеронів, автоматичних передкрилків та інтерцепторів. Шасі триопорне з носовим колесом, в польоті не прибирається. Конструкція підлоги та система кріплення дозволяє взаємозамінно встановлювати наступне обладнання: пасажирські сидіння, десантне обладнання, медичне обладнання, вантажне та спецобладнання операторських місць. У нижній частині фюзеляжу розташовані з’єднання для кріплення підфюзеляжного багажника.

### Основні характеристики

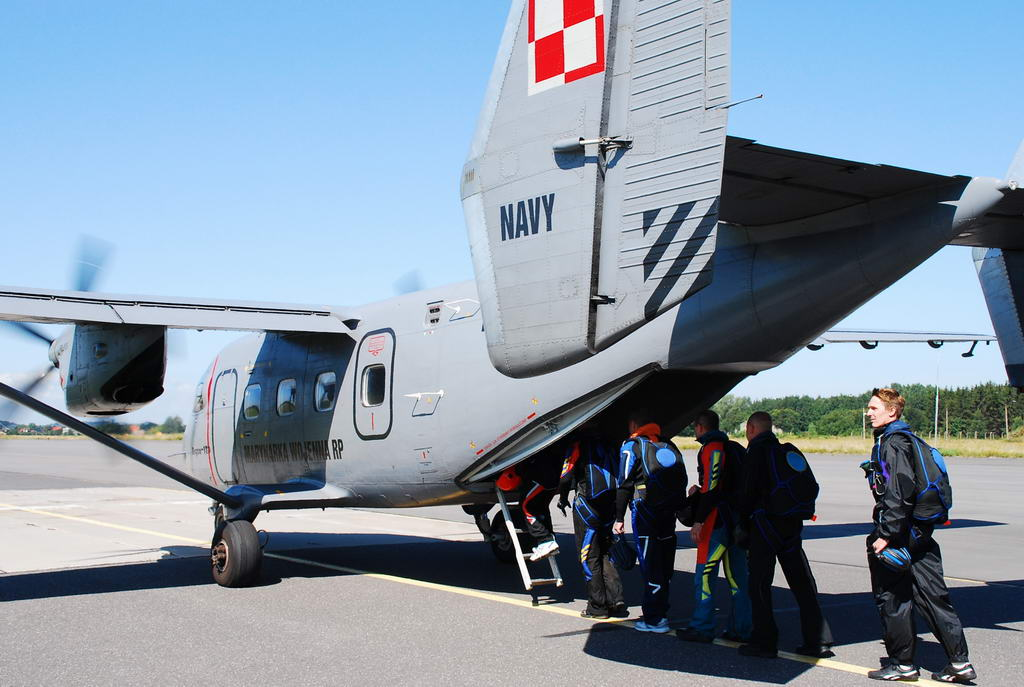
Посадка парашутистів на борт M28 Bryza, Гдиньської авіаційної бригади, ВМС Польщі.

Параметри вказані для базової версії літака «M28 05», яка станом на 2024 рік доступна для замовлення.
- Екіпаж: 1—2 особи
- Висота вантажного відсіку: 1,74 м
- Ширина вантажного відсіку: 1,74 м
- Довжина вантажного відсіку: 5,26 м
- Пасажиромісткість: до 19 пасажирів
- Довжина: 13,1 м
- Висота: 4,90 м
- Розмах крила: 22,06 м
- Площа крила: 39,70 м²
- Аеродинамічний профіль: ЦАГІ Р-II-14
- Споряджена маса: 4354 кг
- Вантажність: 2300 кг
- Максимальна злітна маса: 7500 кг
- Двигуни: 2 × Pratt & Whitney Canada PT6A-65B, потужністю 820 кВт кожен
- Повітряні гвинти: Hartzell HC-B5MP-3D10876ASK
- Діаметр гвинта: 2,82 м

### Льотні характеристики
Параметри вказані для базової версії літака «M28 05», яка станом на 2024 рік доступна для замовлення.
- Максимальна швидкість: 355 км/год
- Крейсерська швидкість: 244 км/год
- Швидкість звалювання: 123 км/год
- Перегінна дальність: 3100 км
- Практична стеля: 7620 м
- Швидкопідйомність: 12,3 м/с
- Довжина розбігу: 494 м
- Довжина пробігу: 250 м

### Конфігурації
Літак випускається у наступних конфігураціях: пасажирський, вантажний, комбінований, VIP, десантний, медична евакуація, морський патруль, пошуково-рятувальний.

### Модифікації
- PZL M28 Skytruck[a] — базова транспортна модифікація літака
- PZL M28B Bryza[b] — військова версія літака, пропонується з різними типами двигунів (ТВД-10Б, PZL-10S чи PT6A-65B) та додатковим обладнанням для військових потреб[7]
- C-145A Combat Coyote[c] — маркування PZL M28, що стояли на озброєнні повітряних сил США
- MC-145B Wily Coyote[d] — проєкт легкого штурмовика підтримки, на базі PZL M28, запропонований компанією Sierra Nevada Corporation, на конкурс за програмою Armed Overwatch[en][8].

## Оператори

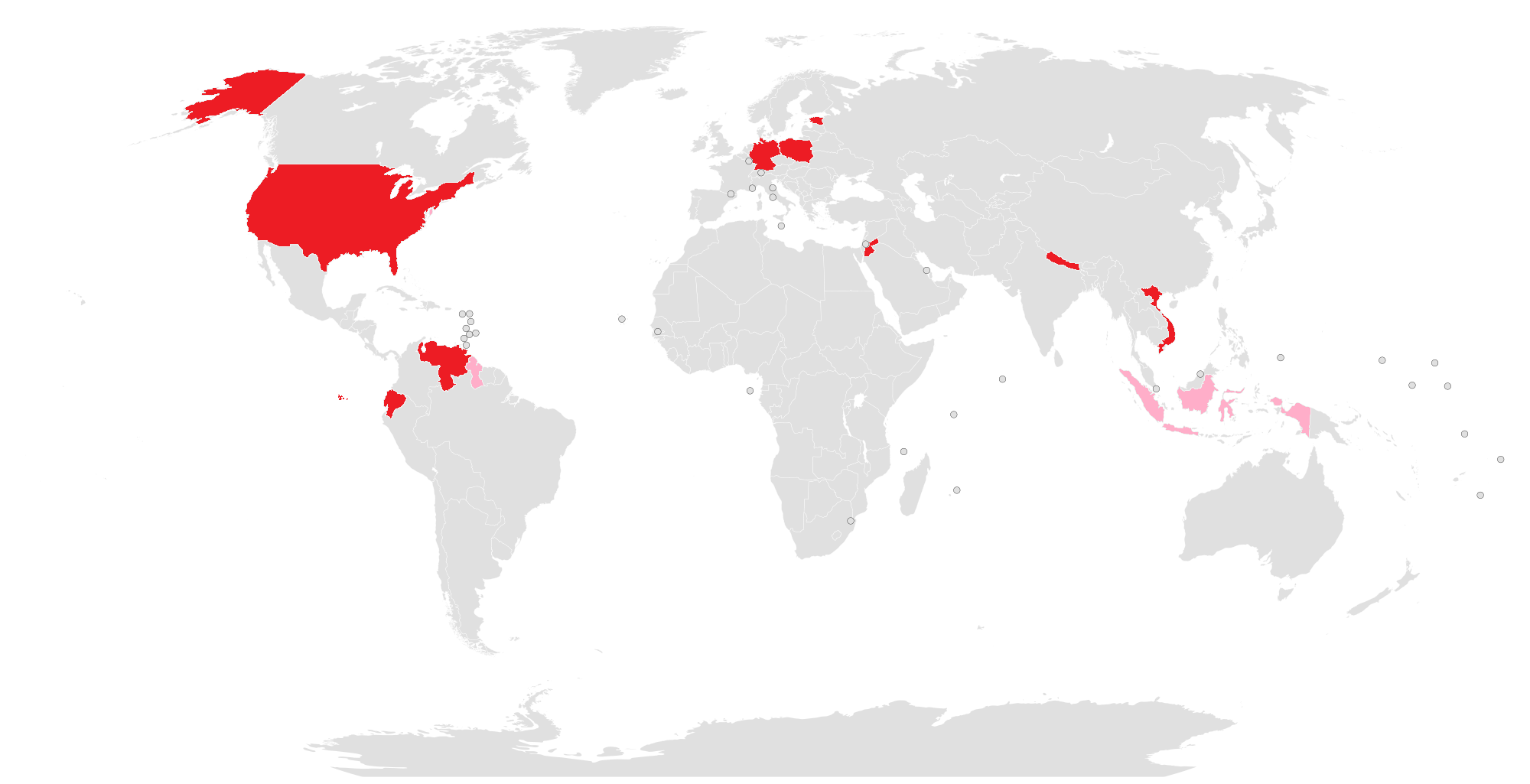
Оператори PZL M28 станом на 2018 рік
військові оператори
цивільні оператори

### Цивільні
Літак серійно виробляється з 1993 року по сьогоднішній день. На 2017 рік, у світі налічувалося трохи більше сотні PZL M28. Цивільна експлуатація літака відбувається в 5 країнах: Гаяна, Індонезія, Коста-Рика, Німеччина та США. Після переходу заводу у власність корпорації Lockheed Martin, було прийнято рішення наростити продажі літака, і корпорація розпочала великий демо-тур країнами Африки і Латинської Америки, які вважаються перспективним ринком для невеликих літаків короткого злету й приземлення.

### Військові
Станом на початок 2024 року, літак перебуває на озброєнні 7 країн світу: Венесуела, Еквадор, Естонія, Йорданія, Кенія, Непал та Польща. Загалом в збройних силах різних країн нараховується 59 PZL M28, ще 2 літаки замовлені й очікуються повітряними силами Непалу. Найбільшим експлуатантом даного типу літака є Польща, повітряні сили Польщі використовують 23 літаки, і ще 14 літаків перебуває на озброєнні авіаційної бригади військово-морських сил Польщі. В минулому літак стояв на озброєнні у В'єтнамі, Німеччині та США.

## Катастрофи та аварії
| Дата             | Реєстрація | Місце катастрофи                                    | Опис інциденту                                                                                                   | Жертви |
| ---------------- | ---------- | --------------------------------------------------- | --- | ------ |
| 12 липня 2001    | YV-117CP   | неподалік аеропорту імені генерала Бартоломе Салома | Розбився при злеті, через раптову втрату потужності двигунів.                                                    | 13/13  |
| 10 грудня 2004   | GN-97121   | неподалік Ель Хунькіто                              | Літак національної гвардії Венесуели, розбився в горах на висоті приблизно 3,5 кілометра.                        | 16/16  |
| 4 листопада 2005 | AJE 003-09 | неподалік села Донг Сюен                            | Впав на поле. | 3/3    |
| 31 березня 2009  | 1007       | Гдиня                                               | Тренувальний політ, відпрацьовували приземлення з одним робочим двигуном. Літак впав спалахнув і згорів.         | 4/4    |
| 9 жовтня 2009    | YV1769     | неподалік села Лас Мінас                            | Зруйнувався при спробі приземлення на мокрій злітно-посадковій смузі з вантажем близько 4 тонн кокаїну на борту. | 0/0    |
| 2 листопада 2009 | P-4202     | неподалік Мул'я                                     | Літак поліції Індонезії розбився в горах.                                                                        | 4/4    |
| 12 червня 2010   | ENBV-0063  | Пуерта дел Есте                                     | Розбився з невстановлених причин.                                                                                | 3/3    |
| 27 жовтня 2010   | P-4204     | неподалік Вамі                                      | Літак поліції Індонезії розбився з невстановлених причин.                                                        | 5/5    |
| 18 грудня 2011   | 08-0319    | ЗПС Валан Рабат                                     | Жорстке приземлення з перекиданням літака.                                                                       | 0/7    |
| 3 грудня 2016    | P-4201     | Південнокитайське море                              | Літак поліції Індонезії впав у море в 40 милях від берега.                                                       | 13/13  |
| 30 травня 2017   | NA-048     | аеропорт Баджура                                    | Військовий борт збройних сил Непалу, здійснив жорстке приземлення з перекиданням.                                | 1/3    |
| 22 грудня 2018   | GNB-96107  | аеропорт Камарата                                   | Жорстке приземлення з руйнуванням шасі.                                                                          | 0/3    |